# 瓦克沙什山
10°24′50″S 76°58′30″W / 10.41389°S 76.97500°W
瓦克沙什山（Huacshash），是秘魯的山峰，位於該國中南部利馬大區的卡哈坦博省，屬於安第斯山脈中瓦伊瓦什山脈的一部分，海拔高度5,644米。